# Nemanja Milovanović
Nemanja Milovanović (Kirin Serbia: Немања Миловановић; sinh ngày 12 tháng 6 năm 1991) là một tiền vệ bóng đá Serbia, thi đấu cho FK Dinamo Vranje.